# Malak Hamza
Pour les articles homonymes, voir Hamza.
Malak Hamza (en arabe : ملك حمزة), née le 5 novembre 2001 à Gizeh, est une trampoliniste égyptienne.

## Carrière
Chez les juniors, elle est médaillée d'or en trampoline synchronisé avec Khadiga Aly et en trampoline par équipes ainsi que médaillée d'argent en trampoline individuel aux Championnats d'Afrique 2018 au Caire.
Elle remporte la médaille d'or en trampoline individuel aux Championnats d'Afrique de trampoline 2021 au Caire, se qualifiant ainsi pour les Jeux olympiques de Tokyo.
Aux Championnats d'Afrique de trampoline 2024 à Bizerte, elle remporte la médaille d'or en trampoline individuel, la qualifiant pour les Jeux olympiques de Paris ; elle est aussi médaillée d'or en trampoline synchronisé avec Ashrakat Ismail.